# Antillotyphlops annae
Antillotyphlops annae är en ormart som beskrevs av Breuil 1999. Antillotyphlops annae ingår i släktet Antillotyphlops och familjen maskormar. Inga underarter finns listade i Catalogue of Life.
Arten förekommer endemisk på den franska ön Saint-Barthélemy i Västindien. Individer upptäcktes i växtligheten intill vägar. Honor lägger antagligen ägg.
Fram till 2015 var endast två exemplar kända men cirka 200 år gamla fynd som förvaras i museer kan tillhöra arten. IUCN listar arten med kunskapsbrist (DD).